# 鮑文樾
鮑 文樾（ほう ぶんえつ）は中華民国の軍人。満州族。北京政府、奉天派の軍人。南京国民政府（汪兆銘政権）において軍事面の要人となった。号は志一。

## 事跡
北京陸軍大学を卒業し、奉天派に属する。1926年（民国15年）、鮑文樾は安国軍第3･4方面軍軍団参謀長に就任した。翌年6月、陸軍中将銜を授けられた。1928年（民国17年）、東北保安司令部参議、東北陸軍講武堂教育長、東省特別区警務処処長をつとめる。
張学良の易幟後、鮑文樾は参謀本部参謀次長、軍事委員会第2庁副庁長、軍事委員会北平分会委員、軍事委員会弁公庁副主任、陸海空軍総司令部駐京弁事処処長を歴任した。なお1930年（民国19年）の中原大戦に際しては、張の代理人として南京に赴き、蔣介石との間で連絡役をつとめた。
1939年（民国28年）、鮑文樾は、汪兆銘（汪精衛）の下で中国国民党中央委員となる。翌年3月、汪兆銘政権（南京国民政府）が成立すると、軍政部政務次長に任命され、代理軍政部部長となった。このほか、中央政治委員会委員、軍事委員会常務委員にも就任している。同年12月、軍事委員会主任委員に任命された。
1941年（民国30年）3月、鮑文樾は軍政部長に正式に昇格し、清郷委員会委員も兼ねた。5月、広東省政府委員に任じられる。9月、中央陸軍軍官学校校務委員会委員となる。翌年8月、軍政部の改組に伴い陸軍部部長となった。1943年（民国32年）1月には最高国防会議委員となる。同年4月、参謀総長に任じられた。1945年（民国34年）4月、河南省省長となっている。
日本敗北後、鮑文樾は蔣介石の国民政府により漢奸として逮捕される。1947年（民国36年）3月7日、死刑判決を言い渡されたが、同年5月20日に無期懲役に減刑された。1949年（民国38年）、台湾に連行されて引き続き収監される。1975年（民国64年）、釈放された。
1980年（民国69年）4月、台北市にて病没。享年89。